# دشت بزرگ و شمال (مجارستان)
دشت بزرگ و شمال یک منطقه آماری اتحادیه اروپاست و ۵۰٬۰۰۰ کیلومترمربع مساحت و ۴٬۲۰۰٬۰۰۰ نفر جمعیت دارد.